# Руммель (дворянский род)
Руммель — дворянский род.

## Происхождение и история рода
Происходит из Вестфалии и в начале XIV века переселился в Курляндию. Вильгельм Руммель (1610—1676) был курляндским ландгофмейстером. Фридрих Руммель, бранденбургский генерал, убит турками под Офеном в 1682 г. Александр Карлович Руммель (1818—1889), инженер, генерал-майор, был учёным секретарём николаевской инженерной академии, написал и перевёл несколько статей по своей специальности.
Владислав Юлианович Руммель (род. в 1854 г.), инженер путей сообщения, написал несколько исследований о положении и устройстве русских портов. Руммель, Витольд Владиславович (1855—1902) — известный русский генеалог.
Род Руммель внесён в матрикулы курляндского дворянства, в VI и II части родословных книг Волынской, Гродненской, Санкт-Петербургской, Псковской, Пензенской и Симбирской губерний.

## Описание герба
В серебряном щите красная роза с тремя выходящими из-под нее вилообразно листьями (2 + 1).
Щит увенчан повернутым некоронованным дворянским шлемом. Нашлемник — серебряная птица с золотым перстнем в клюве, сидящая между красным и серебряным орлиными крыльями. Намет красный с серебром.